# Ko Cha-won
Đây là một tên người Triều Tiên, họ là Ko.
Ko Cha-won (tiếng Hàn Quốc: 고차원; sinh ngày 30 tháng 4 năm 1986) là một cầu thủ bóng đá Hàn Quốc thi đấu cho Seoul E-Land.